# Turismo en Extremadura
El turismo en Extremadura gracias a su situación fronteriza, en el extremo suroccidental de la meseta ibérica y el importante potencial que contiene, Extremadura ha tomado partido por las actividades turísticas, promocionando principalmente sus recursos naturales. La promoción viene apoyada también sobre la base de sus activos monumentales bien conocidos en los circuitos nacionales, aunque poco promocionados internacionalmente. Los nuevos modelos de desarrollo turístico contribuyen al reequilibrio territorial de los equipamientos del sector, tan desigual en la actualidad, como puede observarse en los mapas de localización de los alojamientos hoteleros y de camping: los hoteles concentrados en los núcleos de población principales y los cámpines en la zona de montaña al norte, en el Sistema Central.
Las principales actividades turísticas de Extremadura son:

## Turismo ecológico
Practicado principalmente en los espacios naturales protegidos de la región. Existen una parque nacional, Parque nacional de Monfragüe y dos parques naturales, Tajo Internacional y Cornalvo, recreativo el segundo y proteccionista el primero por sus valores paisajísticos y su importante reserva de fauna. Las reservas de caza tienen también un papel importante para el desarrollo del turismo ecológico y deportivo tradicional, situados en las sierras septentrional y oriental. Los cursos de los ríos Tajo y Guadiana y sus afluentes son espacios para la práctica del turismo natural. Este turismo se ha desarrollado en combinación con el turismo rural, que ha fomentado una nueva oferta de zonas de acampada y alojamientos especializados en las comarcas de la Vera, Valle del Jerte y de las Hurdes, y para el que existen también fondas en los pequeños núcleos agrarios de los altiplanos.

## Turismo de paso y turismo fronterizo
Extremadura, tierra fronteriza, situada en el paso de las rutas peninsulares de la meseta meridional a las tierras lusitanas, así como tierra de paso entre las sierras leonesas y andaluzas (ruta de la plata) posee buenas comunicaciones por las autovías A-5, A-66 y A-43. Estas vías vinculan los principales núcleos de población y por lo tanto las principales ofertas de alojamiento hotelero. De los pasos de frontera es el de Badajoz el más importante y el que ha permitido un cierto desarrollo en el comercio especializado, que poco a poco va perdiendo relevancia a la vez que las fronteras pierden protagonismo.

## Turismo deportivo
Las actividades deportivas extremeñas van ligadas básicamente a los deportes tradicionales de la caza y la pesca, practicados en lugares montanos, embalses y ríos repoblados para ejercitar estas artes. Es por este interés que existen numerosas reservas de caza en la que también se puede disfrutar del turismo natural que busca el contacto con la flora y fauna del lugar. El eje Sierra de San Pedro – Monfragüe – Villuercas - La Siberia, es una de las principales zonas de caza mayor de la península, junto con Sierra Morena, que tiene su principal centro en Córdoba – Ciudad Real. La abundancia de embalses permite la práctica de deportes náuticos, como el piragüismo y la vela, aunque las infraestructuras existentes son escasas para las posibilidades potenciales. La práctica de deportes de riesgo es incipiente, pero las condiciones naturales son bastante favorables.

## Turismo rural
La variada oferta natural de Extremadura ha potenciado el desarrollo del turismo rural, que se practica en la sierra, los altiplanos y cerca de los numerosos embalses del Tajo y del Guadiana, ligado a los atractivos de la arquitectura popular, la artesanía y modos de vida tradicionales. Extremadura desarrolló su primer programa piloto en la comarca de la Vera con un notable éxito al que no fue ajeno la estratégica situación de la comarca. La rehabilitación de patrimonio monumental para acondicionarlo como alojamiento rural, así como la recuperación de pueblos abandonados son algunas de las actuaciones más espectaculares de esta oferta que crece a gran ritmo para hacer frente a una demanda muy importante.

## Turismo cultural
La cultura extremeña se apoya sobre los pilares de una sociedad que ha ido evolucionando con el paso de numerosas culturas y etnias a lo largo de siglos. Muestras de este pasado cultural son las huellas de ricas y variadas muestras de arte, especialmente de los periodos romano y renacentista, coincidiendo con las épocas de esplendor de la región. La larga dominación musulmana deja también sus marcas y su mezcla con otros estilos: el mudéjar en el monasterio de Guadalupe y el claustro de la catedral de Plasencia. La reconquista trae consigo un desarrollo de la arquitectura cristiana con el gótico y sobre todo con el renacimiento. El turismo histórico – artístico se centra en los conjuntos monumentales de Cáceres, Mérida y Guadalupe y las ciudades de Badajoz, Trujillo y Plasencia. Entre los museos cabe destacar los de Mérida, población esta última de influencia cultural y monumental lusitana; y entre las manifestaciones folclóricas, de rancia tradición, las religiosas y el Festival de Teatro Clásico de Mérida. Existen también productos gastronómicos importantes, siendo los derivados del cerdo los más importantes. Uno de los recursos que más identifica y sintetiza el atractivo de Extremadura es la presencia de tradiciones artesanas vivas que incluyen una gran cantidad de productos y centros. La pequeña industria artesana ha sabido sobrevivir en un espacio en transformación que el turismo se ha encargado de revitalizar.

## Turismo de congresos y negocios
Se trata de una modalidad de turismo muy poco desarrollada en Extremadura, dada la deficiencia observada en equipamientos para satisfacer esta demanda, de momento muy centrada en usuarios de la región. Las ofertas del turismo de reuniones científicas y de trabajo se localizan básicamente en las dos capitales provinciales, en la capital de la comunidad autónoma y en la ciudad de Plasencia, que permiten a la vez complementar unas instalaciones adecuadas con los activos histórico – monumentales y de diversión.

## Turismo de salud
Del legado romano pervive la tradición del aprovechamiento de fuentes termales con balnearios decimonónicos que se han rehabilitado para el turismo de salud, especialmente en marcos de gran calidad ambiental y belleza paisajista, como los Baños de Montemayor, Alange y El Raposo. Aunque el turismo de salud no se halla entre los modelos de más destacada promoción en Extremadura, ligado al turismo rural y al ecológico presenta un cierto desarrollo potencial.

## Turismo religioso
Ubicado básicamente en el santuario de la Virgen de Guadalupe, punto central de la peregrinación MARIANA en Extremadura, que aglomera a muchos fieles durante todo el año, e incluso extiende su radio de influencia hacia otras comunidades vecinas, que lo visitan en el día o que se alojan a menudo en la posada del monasterio. Significativos son también los visitantes hispanoamericanos que tienen a esta imagen como patrona, en herencia cultural de los conquistadores. Las romerías, las procesiones de Semana Santa y fiestas de los santos forman parte de la tradición cristiana y se ha convertido también en parte del folclore popular.